# Fresnes-Mazancourt
Fresnes-Mazancourt là một xã ở tỉnh Somme, vùng Hauts-de-France, Pháp.

## Địa lý
Thị trấn này tọa lạc in the về phía đông của the departement, 31 dặm Anh về phía đông của Amiens tại giao lộ của các đường D45 và N17, khoảng 1 dặm Anh so với giao lộ đường A1 và A29.

## Dân số
| 1962                                                         | 1968 | 1975 | 1982 | 1990 | 1999 |
| ------------------------------------------------------------ | ---- | ---- | ---- | ---- | ---- |
| 145                                                          | 162  | 138  | 109  | 111  | 134  |
| Số liệu điều tra dân số từ năm 1962, dân số không tính trùng |      |      |      |      |      |